# Godod
Godod is een gemeente in de Filipijnse provincie Zamboanga del Norte op het eiland Mindanao. Bij de laatste census in 2007 had de gemeente bijna 17 duizend inwoners.

## Geografie

### Bestuurlijke indeling
Godod is onderverdeeld in de volgende 17 barangays:
| - Baluno - Banuangan - Bunawan - Dilucot - Dipopor - Guisapong - Limbonga - Lomogom - Mauswagon | - Miampic - Poblacion - Raba - Rambon - San Pedro - Sarawagan - Sianan - Sioran |

## Demografie
Godod had bij de census van 2007 een inwoneraantal van 16.638 mensen. Dit zijn 1.499 mensen (9,9%) meer dan bij de vorige census van 2000. De gemiddelde jaarlijkse groei komt daarmee uit op 1,31%, hetgeen lager is dan het landelijk jaarlijks gemiddelde over deze periode (2,04%). Vergeleken met de census van 1995 is het aantal mensen met 1.585 (10,5%) toegenomen.

De bevolkingsdichtheid van Godod was ten tijde van de laatste census, met 16.638 inwoners op 190 km², 87,6 mensen per km².